# Deco (gruppo musicale)
I Deco sono stati un gruppo musicale pop rock italiano, formatosi a Milano nel 1990 e scioltosi nel 1995.

## Storia
Nel 1992 partecipano alla quinta edizione del concorso Rock Targato Italia con il brano Libero, risultando tra i vincitori .
In seguito partecipano a Sanremo Giovani 1994 proponendo Spicca il volo, qualificandosi per l'esibizione al Festival di Sanremo 1995  Archiviato il 21 febbraio 2005 in Internet Archive. , nella categoria Nuove Proposte, con la canzone Monica, che non viene ammessa alla serata finale.
Segue il loro album eponimo, prodotto da Claudio Dentes (a lungo collaboratore di Elio e le Storie Tese) e distribuito dall'etichetta discografica BMG. Alla registrazione partecipano anche Walter Calloni (fra l'altro batterista in due album della Premiata Forneria Marconi ed altrettanti di Fabrizio De André) e Richard Darbyshire (ex cantante dei Living in a Box).

## Formazione
- Marco Bruni (voce)
- Giorgio Terzi (tastiere e piano)
- Stefano Brandoni (chitarra)
- Stefano Riva (basso)

Precedentemente a Sanremo Giovani, oltre a Bruni e Terzi, il gruppo comprendeva Claudio Rubicondo (chitarra), Cristian Cornalba (basso) e Stefano Monticelli (batteria e percussioni).
Hanno collaborato con la band anche Luca Artioli, Stefano Galli, Sandro de Bellis e Claudio Antreoli, oltre ai già citati Walter Calloni e Richard Darbyshire.

## Discografia

### Album in studio
- 1994 - Deco (Psycho/BMG)

### Singoli
- 1994 - Spicca il volo (Psycho/BMG)
- 1995 - Monica (Psycho/BMG)
- 1995 - Liberi per metà

### Partecipazioni a raccolte
- Scorribande 3 (CD cod. 847 977-2, 1990, Polystar/PolyGram)
- Rock Targato Italia (1992, Divinazione; sono presenti col brano Libero)
- Musicians (CD cod. sgr 4409-2, 1993, Sugar/RTI Music)
- Il meglio di Sanremo '95 (CD cod. RTI 1082-2, 1995, RTI Music/Dischi Ricordi; sono presenti col brano Monica)